# 토니 영
토니 영(Tony Young, 1937년 6월 28일 ~ 2002년 2월 26일)은 미국의 배우, 영화배우, 텔레비전 배우이다.
뉴욕에서 태어났으며 웨스트할리우드에서 사망하였다. 사인은 폐암이다.

## 영화
- 더 폴 가이 (1981년)
- 아웃핏 (1974년)
- 여간수 (1974년)
- 샌프란시스코 수사반 (1972년)
- 플레이 잇 애즈 잇 레이스 (1972년)
- 비밀지령 (1968년)
- 샤이안 (1955년)